# Antoni Waszkiewicz (lekarz)
Antoni Waszkiewicz, Waśkiewicz (ur. 2 kwietnia 1813 w Wilnie, zm. 9 lipca 1901 w Hadze) – polski lekarz; uczestnik powstania listopadowego. Po powstaniu wyemigrował do Francji, gdzie studiował medycynę w Montpellier. W 1840 roku udał się do Holandii, gdzie pracował w Amsterdamie. W 1850 roku skierowany został przez rząd do Holenderskich Indii Wschodnich w celu organizacji służby zdrowia na Archipelagu Malajskim. Zwalczał tam epidemię ospy i przyczynił do znacznego zmniejszenia śmiertelności mieszkańców.